# Viviennea gyrata
Viviennea gyrata là một loài bướm đêm thuộc phân họ Arctiinae, họ Erebidae.